# Vasile
Vasile ist ein männlicher Vorname, Familienname und die rumänische Form des Namens Wassili.

## Namensträger

### Vorname
- Vasile Alecsandri (1821–1890), rumänischer Dichter, Dramatiker und Politiker
- Vasile Andrei (* 1955), rumänischer Ringer
- Vasile Chiroiu (1910–1976), rumänischer Fußballspieler und -trainer
- Vasile Dîncu (* 1961), rumänischer Politiker
- Vasile Florea (* 1967), rumänischer Tischtennisspieler und -trainer
- Vasile Iordache (* 1950), rumänischer Fußballspieler und -trainer
- Vasile Iorga (1945–2003), rumänischer Ringer
- Vasile Lupu (1595–1661), Wojwode des Fürstentums Moldau
- Vasile Maftei (* 1981), rumänischer Fußballspieler
- Vasile Miriuță (* 1968), ungarisch-rumänischer Fußballspieler
- Vasile Oprea (* 1957), rumänischer Handballspieler und -trainer
- Vasile Paraschiv (1928–2011), rumänischer Dissident
- Vasile Pușcaș (* 1952), rumänischer Politiker
- Vasile Pușcașu (* 1956), rumänischer Ringer
- Vasile Sănduleac (* 1971), moldauischer Schachspieler, -schiedsrichter und -trainer
- Vasile Sneaga (* 1972), rumänischer Biathlet
- Vasile Stîngă (* 1957), rumänischer Handballspieler und -trainer
- Vasile Tarlev (* 1963), moldauischer Politiker
- Vasile Ursu (* 1948), moldauischer Politiker
- Vasile Voiculescu (1884–1963), rumänischer Schriftsteller

### Familienname
- Gheorghe Vasile (* 1967), rumänischer Biathlet
- Marin Vasile (* 1924), rumänischer Politiker (PCR)
- Radu Vasile (1942–2013), rumänischer Politiker und Hochschullehrer
- Teodor Vasile (* 1947), rumänischer Radrennfahrer
- Turi Vasile (1922–2009), italienischer Filmproduzent, Drehbuchautor und Filmregisseur